# Virgil Hnat
Virgil Hnat (n. 1936, Făgăraș, Brașov, România – d. 21 martie 2001, București, România) a fost un jucător de handbal român, care a jucat pe postul de inter.
Ca jucător al echipei Dinamo București a câștigat mai multe titluri naționale și Cupa Campionilor Europeni (1965).
Ca jucător al echipei naționale de seniori a câștigat două titluri mondiale (1961, 1964) și medalia de argint la Campionatele Mondiale de handbal în 11 (Austria, 1959).
Absolvent al Institutului de Educație Fizică și Sport din București, a fost cunoscut ca inițiatorul așa-numitei „aruncări prin evitare”.
Ca antrenor a pregătit mai multe echipe din România și Germania.
A decedat ca urmare a unui stop cardiac.